# Le Temple des immortels

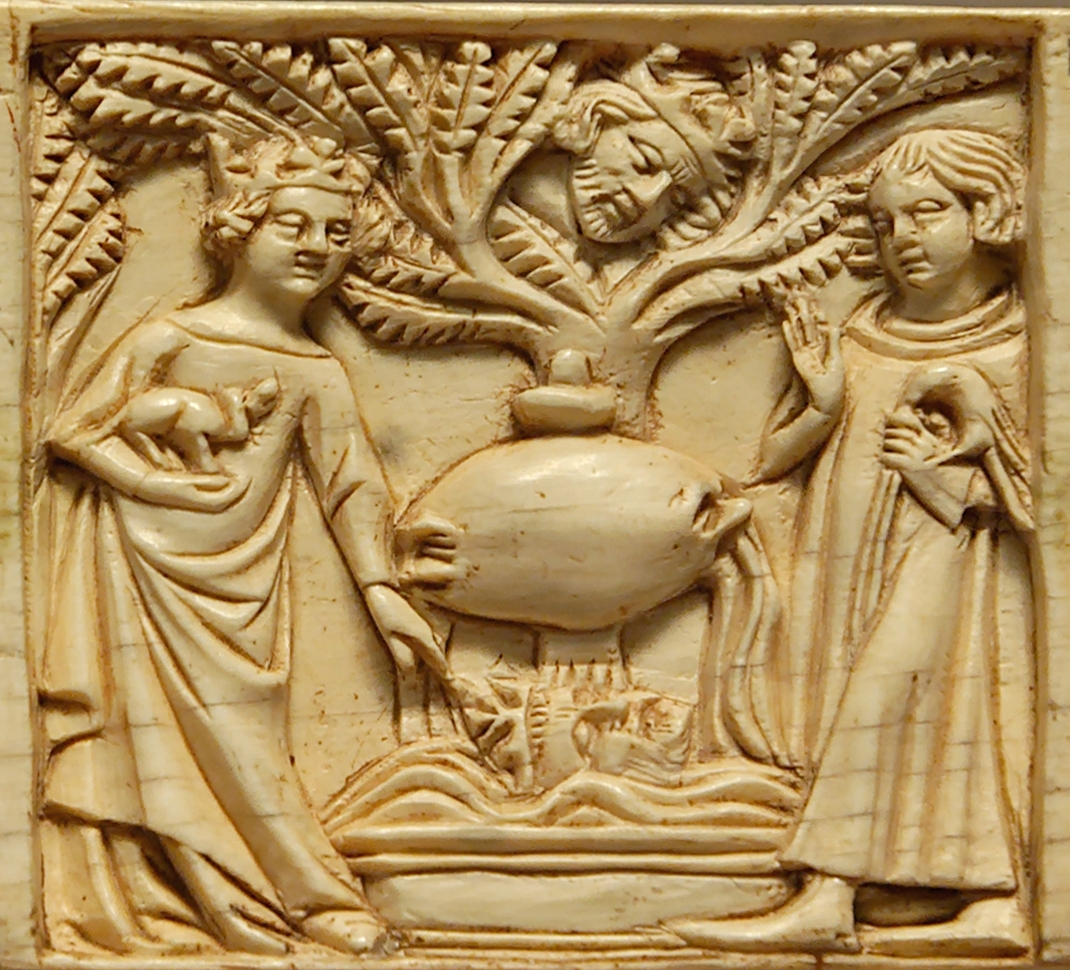
Tristan et Iseut à la fontaine, épiés par le roi Marc, détail d'un panneau de coffret, ivoire, Paris, 1340-1350 (musée du Louvre).

Le Temple des immortels est le vingt-huitième album et la trente-troisième histoire de la série Yoko Tsuno de Roger Leloup (l'album Aventures électroniques comporte six récits). Il est publié en album le 9 juin 2017. Cette histoire est la suite de La Servante de Lucifer. Elle est prépubliée par Spirou à partir du no 4114 du 15 février 2017.

## Résumé
Au château de Rheinstein, Yoko, Vic et Pol participent à une séance d'enregistrement de clavecin d'Ingrid quand un survoleur vinéen vient délivrer un message de Khâny lui demandant de la rejoindre dans les vestiges d'un château médiéval de Loch Castle, ce qu'elle fait en compagnie d'Émilia... Dans une grotte anciennement occupée par des moines cisterciens chassés par Henri VIII, elles retrouvent Lâthy qui leur apprend que Zarkâ, la "servante de Lucifer", veut que Yoko la rejoigne. 
Khâny a la responsabilité de faire vivre les Vinéens sous la Terre : Khâny veut les emmener plus profondément encore, car elle a peur qu’ils soient repérés.
Alertées par le dragon Balbok, Yoko et Émilia arrivent au bord d'une piscine donnant accès aux profondeurs du lac. Une main surgit de l'eau, qu'Émilia s'empresse d'attraper et en sort une jeune fille parlant le gaélique prénommée Iseut. Iseut fait évidemment référence à la légende de Tristan et Iseut. Iseut et ses proches des Celtes, colonisés autrefois par les Vinéens et maintenus dans cet état pour les empêcher de se révolter. Roger Leloup explique ce choix : « Le contraste était intéressant entre la technologie vinéenne et ce peuple venu du passé. Cette fois, j’avais envie d’une histoire qui relève un peu plus de l’heroic fantasy, qui utilise les légendes. »
Yoko et Émilia décident de les accompagner sous l'eau. Le dragon de Zarkâ, se pose près d'elles pour les emmener chez sa maîtresse, au temple des Immortels où Yoko affrontera le frère Marzin...

## Personnages
| Trio                                  | Terriens                                                            | Alliés Vinéens                                       | Adversaires       |
| ------------------------------------- | ------------------------------------------------------------------- | ---------------------------------------------------- | ----------------- |
| - Yoko Tsuno - Vic Vidéo - Pol Pitron | - Iseut - Aram - Namh - Rosée du matin - Émilia Mac Kinley - Ingrid | - Khâny - Poky - Zarkâ (androïde) - Syrby (androïde) | - Le frère Marzin |

## Éditions
Le titre est disponible en édition cartonnée standard et en édition luxe grand format (25 x 36 cm) avec une couverture inédite et comprenant un making of de 32 pages.